# Platypalpus aciculatus
Platypalpus aciculatus är en tvåvingeart som först beskrevs av Smith 1967.  Platypalpus aciculatus ingår i släktet Platypalpus och familjen puckeldansflugor. Inga underarter finns listade i Catalogue of Life.